# جوناثان مايلز (روائي)
جوناثان مايلز (بالإنجليزية: Jonathan Miles)‏ (28 يناير 1971، كليفلاند في الولايات المتحدة)؛ كاتب وروائي أمريكي.